# Andrzej (Andreicuț)
Andrzej, imię świeckie Ioan Andreicuț (ur. 24 stycznia 1949 w Oarța de Sus) – rumuński biskup prawosławny.

## Życiorys
Syn Andreia i Eleny Andreicuț. Ukończył studia na wydziale budownictwa kolejowego w Bukareszcie w 1972 i został skierowany do pracy w charakterze inżyniera w przedsiębiorstwie budowy kolei w Klużu-Napoce. Cztery lata później podjął studia teologiczne w Sybinie i w 1978 uzyskał licencjat. W sierpniu 1978 przyjął święcenia kapłańskie z rąk arcybiskupa Klużu Teofila. Przez kolejne siedem lat służył jako kapłan w Turdzie.
W 1985 został skierowany do pracy duszpasterskiej w Alba Iulia. W tym samym roku podjął studia doktoranckie na Wydziale Teologii Uniwersytetu w Bukareszcie, które ukończył w 1998.
W 1990 został nominowany, a następnie wyświęcony na biskupa pomocniczego eparchii Alba Iulii.
W Alba Iulii współtworzył uniwersytet im. 1 grudnia 1918 i był jednym z pierwszych wykładowców jego wydziału teologicznego, którym od 2000 do 2008 kierował jako dziekan. Od 2011 jest również wykładowcą Uniwersytetu Babeș-Bolyai.
W marcu 2011 został wybrany na metropolitę Klużu, Alby, Kriszany i Marmaroszu i w tym samym roku intronizowany. W latach następnych jego tytuł uległ zmianie na metropolita Klużu, Marmaroszu i Sălaju.
W 2007 Narodowa Rada Badań Archiwów Securitate ogłosiła, że metropolita Andrzej był tajnym współpracownikiem Securitate o pseudonimie Ionica.